# 戸嵜嵩大
戸嵜 嵩大（とざき たかひろ、1995年6月14日 - ）は、日本の男子プロバレーボール選手である。

## 来歴
東京都西東京市出身。中学1年生の頃、両親がプレーしていた影響でバレーボールを始める。
中学2年のとき、東京都選抜の候補に挙がるほど評価されていたが、『大腿骨頭すべり症』というまともな歩行ができないほどの症状に陥り、2年に渡る闘病生活（入院・リハビリ等）を余儀なくされる。なかなか思うように歩行できるようにならず、中学でバレーボールを辞めようと考えていたが、春高バレー観戦で柳田将洋のプレーに魅了され、自分も柳田のようになりたいと思い、高校でもバレーボールを続けることを決断。
両親の勧めで駒澤大学高等学校に学校見学に行き、そこでバレーボール部監督の戸田光信に誘われていたこともあり、その高校に進学。戸田から厳しい指導を受けるが、中学時代の苦しい経験が忍耐力として活き、練習にくらいついた。最後は主将も務めた。大学はそのまま駒澤大学に進学し、インカレ8強入りに貢献。
2017年、東レアローズの内定選手となり、2018年入団。出場機会は少しずつ増えていくが、引退後の事も見据えるためにプロ契約を希望するようになり、2020年に退団。
プロ契約としての移籍希望を出すと、VC長野トライデンツからオファーを受け、そのまま同チームとプロ契約を締結した。
2021年12月20日、海外移籍することとなり、2022年1月5日、インドネシアリーグのBNI46に期限付移籍をすると発表された。
2021-22シーズン終了をもって、VC長野を退団。その後、東京グレートベアーズに移籍。年明けに再度海外リーグでのプレーを予定していたが、2022-23シーズン終了まで契約期間を延長した。
2023-24シーズンもグレートベアーズとの契約を更新し、チームの副将に就任した。
2025年、タイリーグのDiamond Food VCへの短期レンタル移籍が発表された。レンタル移籍期間は2025年12月中旬から2026年4月上旬までで、移籍期間以外は東京グレートベアーズの登録選手として公式戦への出場・帯同を行う。

## 所属チーム
- 駒澤大学高等学校（2011-2014年）
- 駒澤大学（2014-2018年）
- 東レアローズ（2018-2020年）
- VC長野トライデンツ（2020-2022年）
  -  BNI46（英語版）（2022年）
- 東京グレートベアーズ（2022年-）
  -  Diamond Food VC（2025年12月-2026年4月）